# Liste der Bischöfe von San Cristóbal de La Laguna
Die Liste der Bischöfe von San Cristóbal de La Laguna listet die Bischöfe des Bistums San Cristóbal de La Laguna auf den Kanarischen Inseln (Spanien) auf.
- - Pedro Jose Bencomo Rodríguez (1819–1822), Kapitularvikar
  - José Hilario Martinón (1822–1824), Kapitularvikar
  - Pedro José Bencomo Rodríguez (1824–1825), Kapitularvikar
- Luis Folgueras y Sión (1825–1848) (auch Erzbischof von Granada)
  - Domingo Morales Guedes (1848–1853), Kapitularvikar
  - Andrés Gutiérrez Dávila (1853–1859), Kapitularvikar
  - Joaquín Lluch y Garriga (1859–1868), Apostolischer Administrator (auch Bischof von Salamanca)
  - Vicente Santamaría y López (1868–1869), Kapitularvikar und Apostolischer Administrator
  - José María Urquinaona y Bidot (1869–1877), Apostolischer Administrator
- Ildefonso Infante y Macias, OSB (1877–1882)
  - Silverio Alonso del Castillo (1882), Kapitularvikar
- Jacinto María Cervera y Cervera (1882–1885)
  - Silverio Alonso del Castillo (1885–1888), Kapitularvikar
- Ramón Torrijos y Gómez (1888–1894)
- Nicolás Rey Redondo (1894–1917)
  - Santiago Beyro Martín (1917–1918), Kapitularvikar
- Gabriel Llompart y Jaume (1918–1922)
  - Santiago Beyro Martín (1922–1925), Kapitularvikar
- Albino González y Menéndez-Reigada (1925–1947)
- Domingo Pérez Cáceres (1946–1947)
  - Ricardo Pereira Díaz (1961–1962), Kapitularvikar
- Fray Luis Franco Cascón, C. Ss.R. (1962–1983)
- Damián Iguacén Borau (1984–1991)
- Felipe Fernández García (1991–2004)
- Bernardo Álvarez Afonso (2005–2024)
  - Antonio Manuel Pérez (2024–2025), Diözesanadministrator
- Eloy Alberto Santiago Santiago (seit 2025)